# Telo Tulku Rinpoche

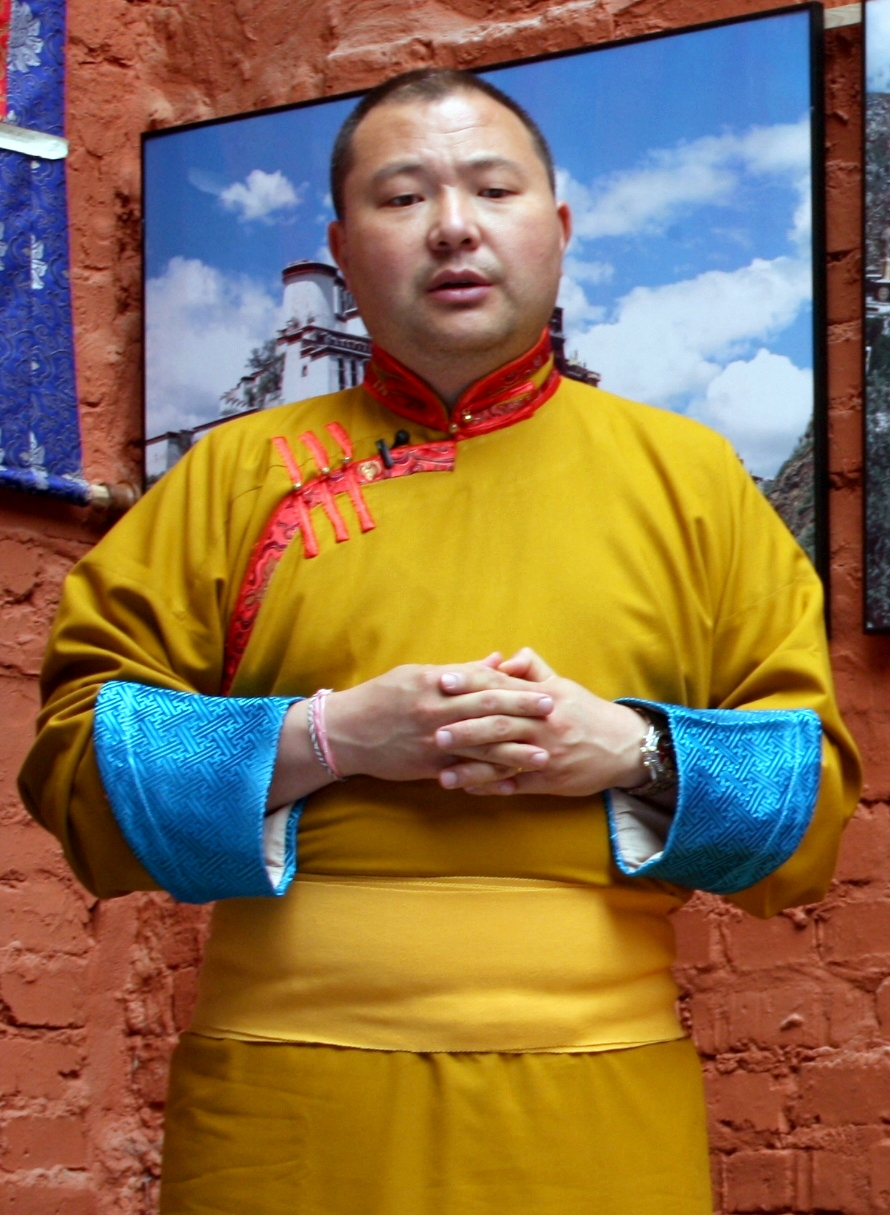
Telo Tulku Rinpoche

Telo Tulku Rinpoche (bürgerlich Erdne Ombadykow, geboren 27. Oktober 1972 in Philadelphia, USA) ist ein kalmückisch-stämmiger buddhistischer Geistlicher und ehemaliger Mönch, der 1992–2023 das höchste geistliche Amt in Kalmückien als Shajin Lama bekleidete. Er ist der Gelug-Schule des tibetischen Buddhismus zugehörig und gilt als eine Reinkarnation des indischen Gelehrten Tilopa.

## Leben und Wirken

### Herkunft und Ausbildung
Laut eigener Aussage wollte er bereits im Alter von 3 bis 4 Jahren Mönch werden. 1979 traf die Familie Tenzin Gyatso, den amtierenden Dalai Lama, Oberhaupt der Gelug-Schule des tibetischen Buddhismus, bei einem Besuch in New York. Gyatso empfahl den Eltern, den jungen Ombadykow in ein Kloster nach Indien zu schicken. 1980, im Alter von 7 Jahren brachte ihn seine Mutter auf seinen eigenen Wunsch in das Kloster Drepung Gomang, eine Neugründung des tibetischen Klosters Drepung im südindischen Staat Karnataka. Bis 1992 studierte er dort die buddhistische Lehre. Während seiner Zeit in Drepung Gomang wurde er als eine Reinkarnation (Tulku) des indischen Gelerrten Tilopa (988–1069) anerkannt.

### Das Amt des Shajin Lama
Nach dem Fall der UdSSR begleitete Ombadykow 1991 den Dalai Lama bei seinem ersten Besuch in Kalmückien. 1992 wurde er vom Dalai Lama zum obersten Geistlichen (Shajin Lama) in Kalmückien ernannt. 1993 verließ er Kalmückien und ging zurück in die USA. Laut seiner eigenen Aussage  1995 gab er seine Gelübde als Mönch auf und heiratete eine Tibeterin in den USA. Er blieb jedoch weiterhin im Amt des Shajin Lama. Im gleichen Jahr ging er, auch im weiteren Auftrag des Dalai Lama, zurück nach Kalmückien und führte seine Arbeit dort fort.
In der Folge teilte er seine Zeit zwischen seiner Familie in Colorado, USA und Kalmückien auf. Unter seiner Leitung als Shajin Lama wurden in Kalmückien 30 buddhistische Tempel und Gebtshäuser sowie über 200 Stupas erbaut. Mit dem Goldenen Tempel des Buddha Shakyamuni steht seit 2005 der größte buddhistische Tempel Europas in Kalmückien.
Im Herbst 2022 ging Telo Tuku Rinpoche in die Mongolei und unterstützte dort Kalmücken, die seit dem Beginn der vollumfänglichen russischen Invasion in die Ukraine dorthin geflohen waren. Am 29. Januar 2023 trat er öffentlich von seinem Amt als Shajin Lama zurück. Sein Amt als Gesandter des Dalai Lama in Russland, dass er 2014 erhielt, führt er weiter aus.